# Гимназија „Вук Караџић” Трстеник
Гимназија „Вук Караџић“ је четворогодишња средња школа која се налази у Трстенику и функционише у оквиру образовног система Републике Србије.
Школа у садашњем облику постоји од 1990. године, а формирана је након укидања усмереног образовања у тадашњој Југославији, трансформацијом образовног центра „Прва Петолетка“.